# 凹叶瓜馥木
凹叶瓜馥木（学名：Fissistigma retusum）为番荔枝科瓜馥木属的植物，为中国的特有植物。分布在中国大陆的海南、西藏、广西、云南、贵州等地，生长于海拔340米至2,000米的地区，多生在山地密林中，目前尚未由人工引种栽培。

## 别名
头序瓜馥木（植物分类学报）